# Pine Grove (Washington)
Pine Grove es un lugar designado por el censo ubicado en el condado de Ferry en el estado estadounidense de Washington. En el año 2010 tenía una población de 145 habitantes.

## Geografía
Pine Grove se encuentra ubicado en las coordenadas 48°38′31″N 118°40′58″O / 48.64194, -118.68278.